# Partibrejkers
Partibrejkers je srbijanska rock skupina s prizvukom garage punka osnovana u kolovozu 1982. godine.

## Povijest sastava
U prvoj postavi bili su: Zoran Kostić Cane (vokal), Goran Bulatović Manza – (bubnjevi), Nebojša Antonijević – (gitara) i Ljubiša Kostadinović (gitara). Svi članovi imali su prijašnjeg iskustva u raznim grupama, poput Republike, BG5, Butik i Šine. Prvi svoj javni nastup održali su kao predgrupa sastavu The Fifties, dok je Branimir Štulić imao izrazito cijenjeno mišljenje o njima te se čak ponudio da im bude producent.
Njihova prva pjesma bila je "Radio Utopija" (Ventilator 202). Uskoro ih je Jugoton odbio, tvrdeći kako u njihovim pjesmama nema dovoljno bunta. Nakon toga bubnjar Manza napušta grupu, a zamjenjuje ga Nenad Krasavac – Kele, a uskoro 1985. godine i prestaju s radom.
Ponovo se okupljaju već 1986. godine s novim bubnjarom Vladom Funtekom te basistom Dimetom Todorovim. Godine 1987. organizirali su dva koncerta, a od zarade su kupili 16 "Aleksandar" torti koje su dali na poklon nezbrinutoj djeci u Zvečanskoj ulici.
Album bez imena objavili su 1988. godine. Trebao se zvati Kobila i pastuv preljubnik, ali dizajner je navodno zaboravio staviti naslov na omot albuma. Jedna od poznatijih skladbi na albumu je "Mesečeva kći", a pjesmu "Put" snimili su naknadno. MTV je istovremeno snimio prilog o Partibrejkersima. Surđivali su s brojnim poznatim javnim osobama, poput Srđana Gojkovića iz Električnog Orgazma, kad su objavili album sa svojim najpoznatijim stvarima "Hipnotisana gomila", "Ono što pokušavam", "Kreni prema meni", "Zemljotres" i druge te Johnnyja Deppa, s kojim su svirali u Srbiji '92. na koncertu u SKC-u, uz Emira Kusturicu.
Uoči rata u Bosni nastaje ad hoc sastav Rimtutituki (EKV, Električni orgazam, Partibrejkers) te snima antiratnu pjesmu "Slušaj'vamo". U Zagrebu su nastupali s Chuckom Berryjem, a albume su promovirali i u Kanadi i Sjedinjenim Državama. Studijski album, Sirotinjsko carstvo objavili su 2015. godine. 9.5.2017. objavljena je vijest da su vokal Cane i gitarist Anton objavili prestanak djelovanja banda, no isti dan vijest je opovrgnuta.

## Diskografija
Singlovi
- 1984. – "1000 godina"/"Večeras" (Jugoton)

Albumi
- 1985. – Partibrejkers I (LP/MC, Jugoton)
- 1988. – Partibrejkers II (LP/MC, Jugodisk)
- 1989. – Partibrejkers III (LP/MC, Jugodisk)
- 1992. – Zabava još traje (MC, Sorabia Disc)
- 1994. – Kiselo i slatko – (LP/MC/CD, PGP RTS/B92)
- 1996. – Najbolje od najgoreg (MC/CD, MuSicLand)
- 1997. – Ledeno doba (MC/CD, ZMEX)
- 1999. – Partibrejkers I (Reizdanje – CD HI-FI, CENTAR)
- 1999. – San i java (MC/CD, HI-FI, CENTAR)
- 2002. – Gramzivost i pohlepa (MC/CD, HI-FI CENTAR)
- 2007. – Sloboda ili ništa (CD, PGP-RTS)
- 2009. – Krš i lom
- 2015. – Sirotinjsko carstvo

Video
- 1996. – Poslednji dani slobode (video uživo na KST-u, lipanj 1991. – VC B92)

## Vanjske poveznice
- Službene stranice  Arhivirana inačica izvorne stranice od 30. listopada 2011. (Wayback Machine)
- Stranice obožavatelja
- Diskografija na Discogsu
- Arhivirana inačica izvorne stranice od 11. svibnja 2017. (Wayback Machine)
- Arhivirana inačica izvorne stranice od 11. svibnja 2017. (Wayback Machine)